# Santa María del Oro, Nayarit
Santa María del Oro är en ort i Mexiko.   Den ligger i kommunen Santa María del Oro och delstaten Nayarit, i den centrala delen av landet, 600 km väster om huvudstaden Mexico City. Santa María del Oro ligger 1 169 meter över havet och antalet invånare är 3 596.
Terrängen runt Santa María del Oro är huvudsakligen kuperad, men åt nordväst är den platt. Runt Santa María del Oro är det ganska glesbefolkat, med 21 invånare per kvadratkilometer. Santa María del Oro är det största samhället i trakten. I omgivningarna runt Santa María del Oro växer huvudsakligen savannskog.